# Скаковская, Людмила Николаевна
Людми́ла Никола́евна Скако́вская (род. 13 ноября 1961, Бежецк, Тверская область) — российский государственный и политический деятель, литературовед. Сенатор Российской Федерации от исполнительной власти Тверской области (с 25 сентября 2021 года), заместитель председателя Комитета Совета Федерации по науке, образованию и культуре.
Ректор Тверского государственного университета (2020—2021), врио ректора (2017—2020), заведующая кафедрой международных отношений, руководитель Центра русского языка и культуры. 
Из-за поддержки российско-украинской войны — под санкциями 27 стран Евросоюза, Великобритании, США, Канады, Швейцарии, Австралии, Украины, Новой Зеландии.

## Биография
Родилась 13 ноября 1961 года в Бежецке Тверской области в семье учителей.
В 1979 году окончила Бежецкую среднюю школу № 4 и поступила на филологический факультет Калининского государственного университета. В 1984 году окончила университет с отличием по специальности «филология».
В 1984 по 1987 годах работала учителем русского языка и литературы в той же средней школе № 4 Бежецка, где ранее училась сама.
В 1987 году — учитель русского языка и литературы в школе № 8 Твери. Поступила в аспирантуру Тверского государственного университета по приглашению декана филологического факультета Р. Д. Кузнецовой.

### Тверской государственный университет
В 1988—1991 годах — ассистент кафедры русской литературы в Тверском государственном университете.
С 1991 по 1995 год — старший преподаватель кафедры русской литературы ТвГУ.
В 1993 году защитила кандидатскую диссертацию по теме «Проза Владимира Крупина (проблематика и поэтика)» (научный руководитель проф. Огнёв А. В.). Присвоена учёная степень кандидат филологических наук.
С 1995 по 1999 год работала на должности доцента кафедры русской литературы ТвГУ.
В 2000—2001 годах — докторант ТвГУ.
Декан филологического факультета
В 2002 назначена деканом филологического факультета. В 2002—2006 — декан филологического факультета, заведующая кафедрой филологических основ издательского дела и рекламы, профессор кафедры русской литературы XX—XXI вв. Способствовала открытию направлений «Издательское дело», «Реклама и связи с общественностью», «Русский как иностранный», «Зарубежная славянская филология» и «Международные отношения».
В 2003 году защитила докторскую диссертацию по теме «Фольклорная парадигма русской прозы конца XX века». Присвоена учёная степень доктор филологических наук.
В 2005 году присвоено учёное звание профессора.
Занималась организацией проведения Дней славянской культуры и письменности в Твери.
Проректор
В 2006 году назначена на должность проректора по научной и инновационной деятельности ТвГУ. В 2007 году была рекомендована коллективом и учёным советом ТвГУ для участия в выборах на должность ректора.
С 2007 по 2009 год — профессор кафедры русской литературы XX—XXI вв. ТвГУ.
2007—2013 — проректор по учебно-воспитательной работе, директор Центра русского языка и культуры, профессор кафедры русской литературы XX—XXI вв. ТвГУ.
В декабре 2007 года Людмила Скаковская создала автономную некоммерческую организацию «Тверской центр русского языка и культуры» и также стала её директором. В дальнейшие годы Центр русского языка и культуры неоднократно становился грантополучателем фонда «Русский мир», РГНФ, администрации Тверской области.
В конце января 2009 года была создана Общественная палата Тверской области. Скаковская была включена в состав первого созыва на 2009—2011 годы (председатель В. А. Суслов).
В апреле 2009 года ректор ТвГУ Виктор Гавриков покинул должность, а и. о. ректора был назначен Андрей Белоцерковский, в июне 2009 года он же избран ректором. Скаковская была назначена первым проректором — проректором по учебно-воспитательной работе ТвГУ. Как первый проректор Скаковская исполняла обязанности ректора в отсутствие Белоцерковского. Занимала должность с 2009 по 2017 год.
В октябре 2009 года Скаковская включена в состав тверской делегации на конференцию Центрального федерального округа по выдвижению кандидатур в Общественную палату Российской Федерации.
6 ноября 2009 года Скаковская включена в состав Общественной палаты г. Твери.
В 2013 году также стала заведующей кафедрой международных отношений ТвГУ.
В выборах ректора ТвГУ в 2014 году не участвовала.
В 2015—2018 годах была членом Общественной палаты Тверской области 3-го созыва.
Ректор
10 января 2017 года ректор ТвГУ Андрей Белоцерковский покинул должность и по приглашению губернатора области Игоря Рудени вошёл в состав правительства Тверской области. Людмила Скаковская была назначена исполняющей обязанности ректора ТвГУ.
С 2017 года по ноябрь 2020 год — исполняющая обязанности ректора ТвГУ. 12 ноября 2020 года избрана ректором ТвГУ. В выборах участвовали два кандидата Людмила Скаковская и Сергей Смирнов.
Член трёх Советов по защите докторских и кандидатских диссертаций (Д 212.263.03, Д 212.263.05, Д 212.263.06) при Тверском государственном университете. Подготовила 11 кандидатов филологических наук.

### Совет Федерации
26 июля 2021 года действующий губернатор Тверской области Игорь Руденя подал в избирком документы для выдвижения кандидатом от «Единой России» на очередные выборы, в том числе и список из трёх кандидатов в члены Совета Федерации. В список вошли: действующий сенатор Андрей Епишин, глава Старицкого района Сергей Журавлёв и ректор Тверского государственного университета Людмила Скаковская. На состоявшихся 19 сентября 2021 года выборах Игорь Руденя был вновь избран губернатором. 24 сентября 2021 года он вступил в должность и в тот же день он назначил Людмилу Скаковскую членом Совета Федерации.
6 октября 2021 года на 509-м заседании Совета Федерации Скаковская получила удостоверение и нагрудный знак члена СФ. Тогда же Совете Федерации её включили в состав комитета по науке, образованию и культуре.

## Организационная деятельность

### Организация конференций
Председатель организационного комитета международной конференции «Языковой дискурс в социальной практике» (2019).
Сопредседатель программного комитета конференции «Фундаментальные и прикладные аспекты геологии, геофизики и геоэкологии с использованием современных информационных технологий».

### Тверской региональный центр русского языка и культуры
Является руководителем общественной организации «Тверской региональный центр русского языка и культуры», созданной в 2007 г. по поручению Губернатора Тверской области и осуществившей более 10 проектов в области укрепления позиций русского языка как государственного языка науки, культуры, образования, средства межнационального общения и как основы формирования патриотизма.
Деятельность Центра русского языка и культуры была высоко оценена на государственном уровне: 4 ноября 2008 г. Л. Н. Скаковская удостоилась чести быть приглашённой на официальный приём к Президенту РФ Д. А. Медведеву.

## Преподавательская деятельность
Читала лекции по проблемам современной русской литературы, журналистики, международных отношений, литературы и культуры стран СНГ, методики преподавания русского языка как иностранного в Великотырновском университете (Болгария), университете города Лодзь (Польша), Фрайбургском университете (Германия), Технологическом университете Монтеррея (Мексика) и университете Сан-Маркос (Перу).

## Публикации
Имеет более 200 научных и более 100 публицистических работ, 5 монографий, в том числе
- Скаковская Л. Н. Фольклорная парадигма русской прозы последней трети XX века. — Тверь: Издательство Тверского государственного университета, 2003. — 301 с. — ISBN 5-660-7593-2.
- Скаковская Л. Н. Подготовка научных кадров в высшей школе: проблемы и пути совершенствования. — Тверь, 2007.
- Скаковская Л. Н. Вторая жизнь русского фольклора. — Тверь: Издательство Тверского государственного университета, 2008.
- Скаковская Л. Н., Лучинина Н.А., Мигаль В.В. По пути модернизации образовательного процесса // Высшее образование в России. — 2010. — № 3. — С. 61—67. — ISSN 0869-3617.
- Горычева С., Кирпиков А., Скаковская Л., Шувалова М., Ромашина Е., Кайгородов Б., Чернышева Е., Елкин С., Поровский Г. Ключевые ориентиры для разработки и реализации образовательных программ в предметной области «Образование» / Под редакцией И. Дыкаева, Е. Караваевой, Е. Ковтун.. — Бильбао: Университет Деусто, 2013. — 80 с. — ISBN 978-84-15772-11-8.

## Научные интересы
- Актуальные проблемы современной русской литературы и литературы стран СНГ.
- Русский язык как иностранный.
- Mеждународные гуманитарные связи.
- Журналистика, мировая литература.

## Международные санкции
9 марта 2022 года, на фоне вторжения России на Украину, внесена в санкционный список всех стран Европейского союза так как она голосовала за ратификацию договоров о дружбе с самопровозглашёнными ЛНР и ДНР.
23 марта 2022 года внесена в санкционный список Канады «соратников режима» за содействие в нарушения суверенитета и территориальной целостности Украины.
Указом президента Украины Владимира Зеленского от 7 сентября 2022 находится под санкциями Украины за «поддержку незаконным попыткам России аннексировать суверенную украинскую территорию путем проведения фиктивных референдумов».
30 сентября 2022 года внесена в санкционный список Соединённых Штатов Америки «за аннексию Путиным регионов Украины» и одобрения закона о фейках. Государственный департамент отмечает что сенаторы  «проголосовали за одобрение просьбы Путина о вводе войск в Украину, что послужило неоправданным предлогом для полномасштабного вторжения России в Украину».
По аналогичным основаниям находится под санкциями Великобритании, Швейцарии, Новой Зеландии и Австралии

## Награды
- Благодарность Правительства Российской Федерации (2025)[39]
- Грамота Министерства образования и науки РФ
- Нагрудный знак губернатора Тверской области «За заслуги в развитии Тверской области»
- Почётный знак «За заслуги перед городом»
- Грамота губернатора Тверской области;
- Грамота Главы города Твери.
- Благодарность Федерального агентства по образованию;
- Почётный профессор Великотырновского университета.